# Peugeot 5 CV (type 172)
Peugeot 5 CV est le nom populaire donné aux modèles  Peugeot Type 172, produits entre 1924 et 1929.